# Erich von Hornbostel
Erich von Hornbostel (Viena, 25 de febrero de 1877 — Cambridge, 28 de noviembre de 1935) fue un etnomusicólogo austriaco y estudioso de la música. Se le recuerda por su trabajo pionero en el campo de la etnomusicología, y el sistema de clasificación de instrumentos musicalesSachs-Hornbostel del que fue coautor junto con Curt Sachs.

## Vida
Hornbostel nació en una familia musical. De ascendencia de la nobleza sajona. Estudió el piano, armonía y contrapunto como un niño, pero su doctorado en la Universidad de Viena era un entusiasta de la química. Se trasladó a Berlín, donde estuvo bajo la influencia de Carl Stumpf y trabajó con él en la psicología musical y la psicoacústica. Fue asistente de Stumpf en el Instituto de Psicología de Berlín, y cuando se utilizaron los archivos del Instituto de base para el Berliner Phonogramm-Archiv, que más tarde se convirtió en su primer director en 1905. Fue durante su tiempo allí donde trabajó con Curt Sachs producir el Sachs-Hornbostel sistema de clasificación de instrumentos musicales (publicado 1914).
En 1933, fue despedido de todos sus cargos por el partido nazi porque su madre era Judía. Se trasladó primero en Suiza, y luego de los Estados Unidos, y finalmente a Cambridge en Inglaterra, donde trabajó en un archivo de los no europeos de grabaciones de música folk. Allí murió en 1935.

## Contribuciones
Hornbostel hizo mucho trabajo en el campo de la etnomusicología, entonces normalmente se conoce como la musicología comparada. En 1906, él estaba en Estados Unidos para estudiar la música y la psicología de los Pawnee, los nativos americanos en el estado de Oklahoma; que tenía en ese momento ya se estudió la música nativa de Túnez y de las islas del Mar del Sur.
Estudiantes de Hornbostel incluyen compositor estadounidense Henry Cowell. Hornbostel se especializó en la música africana y asiática, por lo que muchas grabaciones y el desarrollo de un sistema que facilita la transcripción de la música no occidental de registro en papel. Vio las afinaciones musicales utilizados por los diversos grupos culturales como un elemento esencial en la determinación del carácter de su música, y trabajó mucho en la comparación de diferentes afinaciones. Gran parte de este trabajo ha sido criticado desde entonces, pero en su momento, esto era una zona raramente explorado. Hornbostel también argumentó que la música debe ser parte de la más general antropológica investigación.
Hornbostel también contribuyó a la teoría de la audición binaural, proponer la teoría de la diferencia del tiempo interaural como la señal principal, y el desarrollo de la localización del sonido en dispositivos (para encontrar las direcciones a la artillería, aviones, submarinos, etc.) para el esfuerzo de guerra alemán durante la Primera Guerra Mundial. Con Max Wertheimer, desarrolló un dispositivo de escucha direccional que se referían como el Wertbostel.

## Obra selecta
- Hornbostel, Erich M. von. 1910. Über vergleichende akustische und musikpsychologische Untersuchungen. Beiträge zur Akustik und Musikwissenschaft 5: 143-167
- Stumpf, C. and E. v. Hornbostel. 1911. Über die Bedeutung ethnologischer Untersuchungen für die Psychologie und Ästhetik der Tonkunst. Beiträge zur Akustik und Musikwissenschaft 6: 102-115
- Hornbostel, E. v. 1913. Über ein akustisches Kriterium für Kulturzusammenhänge. Beiträge zur Akustik und Musikwissenschaft 7: 1-20
- Erich M. v. Hornbostel and Curt Sachs: Systematik der Musikinstrumente. Ein Versuch. In: Zeitschrift für Ethnologie. Band 46, 1914, Heft 4–5, S. 553–590.
- Beobachtungen über ein- und zweiohriges Hören. In: Zeitschrift für Psychologie und ihre Grenzwissenschaften. Band 4, 1923, S. 64–114.